# 신평중학교 축구부
신평중학교 축구부는 충청남도 당진시에 위치한 신평중학교의 축구부이다. 신평중학교가 운영하는 축구부로 1987년에 창단  하였다.2025 우승 했다

## 출신 선수
- 국진우

## 같이 보기
- 신평중학교